# Бердянська загальноосвітня школа № 2
Бердянська загальноосвітня школа І-ІІІ ступенів № 2
Бердянської міської ради Запорізької області

## Загальні дані
Адреса: 71100 м. Бердянськ, Азовський проспект, 45/2
Директор: Мелай Римма Вікторівна (з 2015 року)
Кількість учителів: 47, кількість учнів: 600.

## Декілька слів про школу
ЗОШ № 2 заснована у 1923 році. Це один з найстаріших освітніх закладів міста, який носить ім'я свого випускника, героя Радянського Союзу, льотчика Михайла Конкіна.
До 85-річчя школи було написано Гімн, проведено конкурс на Герб школи, відкрито музей історії.
ЗОШ № 2 — російськомовна, в якій поглиблено вивчаються: українська мова та література, математика, образотворче мистецтво, англійська мова. Є класи, де поглиблено вивчаються навіть дві іноземні мови (англійська та французька).
У школі створено учнівське самоврядування у формі парламентської республіки, працює Асоціація шкільної молоді у формі центрів дитячої творчості: Центру здоров'я, клубу “Духовність”, до складу якого входять музична вітальня, художня студія, вокальна група, літературна вітальня, гурток “Народознавство”; Центру громадянського виховання, шкільного прес-центру та газети “Дзеркало”.
Учні школи результативно виступають на інтелектуальних творчих змаганнях, до яких готуються не лише на уроках, а й у шкільному науковому товаристві.
ЗОШ № 2 гостинно зустрічає всіх учнів, які бажають успішно навчатися й цікаво жити.

## Історія школи
З початку 20-х років XX століття школа була розташована у будівлі колишньої жіночої гімназії на розі сучасного проспекту Леніна та вулиці Ульянових. На цьому місці зараз знаходиться житловий будинок, на першому поверсі якого з боку вулиці Ульянових розташований магазин «Прем'єр», а з боку Азовського проспекту — салон-магазин «Нові технології». Першим відомим директором школи був Іван Федорович Волошин. У другій семирічній трудовій школі імені Червоного Профінтерну у 20-х роках навчалися відомі бердянці — видатний радянський художник, професор Ленінградської академії мистецтв П. П. Бєлоусов та Герой Радянського Союзу М. П. Конкін.
У 30-х роках школа була перетворена на середню (десятирічну). З 1934 по 1937 рік її очолював Федір Андрійович Науменко, а з 1937 по 1940 рік директором середньої школи № 2 був Іван Федорович Колесников.
У 1940—1941 роках школу очолював Федір Федорович Кравченко.
У період окупації міста (9 вересня 1941 — 17 вересня 1943 року) школа не працювала. Під час відступу окупантів у 1943 році усі школи міста були спалені. Була повністю зруйнована нацистами й будівля середньої школи № 2.
23 вересня 1943 року школа вже відновила свою роботу.
За спогадами випускника школи 1945 року П. І. Могильного, після визволення Бердянська на 1943/44 навчальний рік школі № 2 було надане приміщення гуртожитку агротехнікуму по вулиці Червона (нині Земська), 40. У сьоми з восьми невеличких кімнат були розташовані класи, одна використовувалася як вчительська. Класи були малочисельними: у 10 класі навчалися 11-12 учнів, у 9 — до 20.
З 1944 року школа перебувала на тому місці, де вона знаходиться зараз. За інформацією бердянського краєзнавства П. П. Архипенка, для її потреб були надані будівлі, які до революції 1917 року належали заможним мешканцям міста — німцям Фридриху Кошке та Генріху Едигеру.
Двоповерховий будинок Кошке був розташований на розі Азовського проспекту (колишнього проспекту Леніна) та вулиці Лазаревської (сучасної вулиці Лютеранської). У ньому знаходився готель «Континенталь» та кулінарні курси Снессаревської. За свідченнями випускниці школи 1953 року Аліси Юріївни Солодкої, наприкінці 40-х — на початку 50-х років у цій будівлі були розташовані старші класи (на другому поверсі). Школа займала також одноповерхову будівлю по вулиці Горбенка (сучасної вулиці Лютеранської), де з 1907 року знаходилося Бердянське Кредитне товариство та Спілка кредитних товариств Бердянського повіту. У цьому приміщенні знаходився актовий зал школи (велика прохідна кімната) та початкові класи. На подвір'ї школи також знаходився невеличкий флігель, де проводилися уроки (мав 2-3 кімнати; у 60-х рр. там розташовувалася група подовженого дня).
Із серпня 1944 року протягом 23 років директором середньої школи № 2 була Олена Дмитрівна Хомінська.
За спогадами учнів школи, відразу після визволення міста умови навчання були важкими. Класні кімнати були маленькими та незручними. За однією партою сиділи по 4 учня. Приміщення не опалювалися, тому взимку у класних кімнатах замерзали чорнила. Зошити для контрольних робіт робили з паперових мішків. Підручники учні покупали на базарі. Їх оцінювали за товщиною, тому що підручник був книгою та зошитом одночасно (писали між рядків). Спортзалу не було. Уроки фізкультури проходили у класних кімнатах (парти ставили одна на одну у кінці класу). Після занять учні працювали на полях, у садах, на виноградниках.
У 1945 році 10 клас школи закінчили 23 учня, два з них — з золотою медаллю. Класним керівником була відома у місті вчителька хімії Любов Іллівна Кара-Курчі.
Влітку 1945 року в приміщенні школи був відкритий перший повоєнний літній піонерський табір, який фінансувався заводом «Дормаш». Піонервожатими були учні-старшокласники (зокрема секретар шкільного комітету комсомолу П. І. Могильний).
На початку 1947 року в школі було організовано товариство юних географів та краєзнавців (одна з його керівників — вчителька географії Євдокія Михайлівна Орленко), члени якого провели багато екскурсій по рідному краю. Під час однієї з них на початку 50-х років учителі та старшокласники школи брали участь в археологічних розкопках поселень докімерійського, кімерійського та скіфського періодів біля села Луначарського.
У школі діяв літературний гурток, постійно проводилися літературні диспути та вечори. На 1948 рік за ініціативи вчителя російської мови та літератури Михайла Олексійовича Набокова у школі вже видавався друкований журнал «Литературные всходы». Журнал видавався декілька разів на рік (з огляду на те, як накопичувався матеріал) та містив твори, вірші та малюнки учнів. У 1952/53 навчальному році його редактором була Солодка А. Ю.
У 1954 році у зв'язку зі створенням школи № 16 до неї була переведена низка класів та вчителів школи № 2.
Випускником школи 1958 року є відомий скульптор Анатолій Харечко, автор декількох бердянських пам'ятників (зокрема пам'ятника «Квітка відродження»). Його однокласницею є вчителька російської словесності ЗОЩ № 16 і бердянська поетеса Олена Михайлівна Матвієнко. У 1959 році на місці невеликого одноповерхового житлового будинку була зведена триповерхова будівля школи (сучасний старий корпус).
У 1963 році середня школа № 2 біла реорганізована у неповну середню (восьмирічну). У школу № 16 були переведені старші класи з досвідченими вчителями (зокрема з школи № 2 — Набоков М. О., вчителька математики Ганна Пантелеївна Святашова). Це було пов'язано з намаганням звести усіх старшокласників міста в межах одного навчального закладу для навчання та спілкування дітей одного віку (9-11 класи).
У 1966 році школа № 2 знов стає середньою. У середині 60-х років невеличку частину 2-го поверху школи займала заочна школа (після об'єднання «шкіл майстрів»).
У 1968 році був знесений комплекс старих будівель, які використовувалися для потреб школи (зокрема колишня будівля готелю «Континенталь», одноповерхова будівля по вул. Горбенко), а також двоповерховий житловий будинок, який до революції 1917 року належав Генріху Едигеру. Він приєднувався до одноповерхової будівлі по вулиці Горбенка (нині Лютеранська).
На місці усіх цих приміщень був зведений новий триповерховий корпус школи (згодом була здійснена прибудова до старого корпусу). Він почав експлуатуватися у 1970 році.
На 1982 рік 20 випускників школи були відзначені урядовими нагородами. 12 випускників стали кандидатами та докторами наук. У школі навчалися партійні та радянські робітники — Ю. К. Федоров та В. П. Вержиковський, головний інженер заводу «Азовкабель» І. Я. Шульга. Заслуженим вчителем УРСР стала випускниця школи 1949 року Валентина Анастасіївна Бєленченко (завуч, вчителька російської мови та літератури середньої школи № 20).
У 1970-х роках у школі діяв піонерський загін «Шмідтовець», діяльність якого була пов'язана з пам'яттю керівника Севастопольського повстання військових моряків 1905 року лейтенанта Петра Петровича Шмідта. Пошукову роботу загону очолювала вчителька математики Людмила Петрівна Філатова, яка була його засновницею. Саме їй належить велика заслуга у створенні в місті Бердяськ Меморіального будинку-музею П. П. Шмідта. Понад 10 років учителька та учні школи займалися краєзнавчо-пошуковою роботою, збирали експонати та інші матеріали для музею. Згодом Л. П. Філатова витратила багато часу для того, щоб добитися від виконкому розселення 16 родин, які на той час мешкали в будівлі майбутнього музею. Але ім’я цього педагога-патріота потім на багато років було незаслужено забуте і в експозиції музеїю ми не бачимо належної згадки про цю людину.